# 축제 (영화)
《축제》는 1996년에 개봉된 대한민국의 영화이다. 임권택 감독의 영화이다.

## 개요
소설가 이청준의 동명소설 동반 창작으로 화제가 되었던 <축제>는 소설가 준섭(안성기)이 모친상을 당해 겪는 상가의 이야기다. 상가의 질박하고 리얼한 모습이 매우 한국적인 영상으로 펼쳐진다. 봉투를 들고 초상집에 한 번이라도 가본 관객들에겐 더없이 뭔가가 와닿는 그런 영화가 <축제>이다. 그 뭔가란 무엇인가? 솔직히 장례 절차에 대해 새롭게 알게 된 것도 있지만 그것은 단순한 껍질에 불과할 뿐이다. 망자의 자녀들이 갖는 인간적이고 현실적인 것들, 문상객들의 화투와 음주가 품어내는 것들 역시 표피적인 모습들이다. 그 껍질들은 효라는 내용물을 싸고 있다. 바꿔 말하면 그것들은 효라는 내용물을 풀어내기 위한 감독의 계산된 장치인 셈이다. 인물로는 준섭의 형이 외도하여 데리고 들어온 딸 용순(오정해)과 문학지 여기자 혜림(정경순)이 그것을 담당하고 있다. 그녀들의 역할은 장례식의 무겁고 침울한 분위기를 반전시킴과 동시에 옛날 같지 않은 효 의식을 꼬집는 데서 두드러진다. 용순은 집안 식구들과 좌충우돌하며 그녀의 비꼬인 세상관만큼이나 장례식장을 극적재미로 몰아가고, 혜림은 용순과 함께 이름깨나 알려진 소설가의 이면적 모습을 까발리고 있다. 용순과 혜림 역의 오정해와 정경순은 <서편제>와 <태백산맥>에서의 캐릭터로부터 변신하는 데 성공하여 영화의 완성도에 기여하고 있는 것이다. 장례식이란 단순히 죽은 사람을 땅에 묻는 것이 아니라 산 자들의 묵은 감정이 해소되는 그리하여 회합의 새출발이 되는 자리라는 것을 보여주고 있다.

## 캐스팅
- 안성기 : 이준섭 역
- 오정해 : 이용순 역
- 한은진 : 준섭모 역
- 정경순 : 장혜림 역
- 박승태 : 외동댁 역
- 이금주 : 최지현 역
- 강신성일 : 해광 역
- 박용진 : 대선 역
- 최동준 : 동팔 역
- 김종구 : 태형 역
- 홍승기 : 홍 교수 역
- 민경진 : 박 사장 역
- 장기용 : 장 원장 역
- 박충선 : 오시인 역
- 하덕성 : 송규식 역
- 김기범 : 면장 역
- 추봉 : 농협장 역
- 손전 : 교장 역
- 김길호 : 우록선생 역
- 윤일주 : 소리꾼 역
- 안병경 : 새말아재 역
- 김경애 : 광주누님 역
- 남정희 : 함평누님 역
- 이해룡 : 함평매형 역
- 이얼 : 원일 역
- 임진택 : 청일 역
- 김기천
- 안진수
- 이석구
- 김경란
- 조학자
- 길달호
- 김병재 (특별출연)
- 배장수 (특별출연)
- 김석중 (특별출연)
- 김재찬 (특별출연)
- 임금택 (특별출연)
- 위용환 (특별출연)